# 58 Armia (ZSRR)
58 Armia (ros. 58-я армия) – związek operacyjny Armii Czerwonej podczas II wojny światowej.

## Historia

### Pierwsze formowanie
Armia została sformowana po raz pierwszy 10 listopada 1941 roku w Syberyjskim Okręgu Wojskowym podlegającym bezpośrednio Stawce. W jej skład wchodziły dowództwo, 362., 364., 368., 370., 380., 384 Dywizja Strzelecka i 77 Dywizja Kawalerii. Po utworzeniu armia została przetransportowana na teren Archangielskiego Okręgu Wojskowego, aby rozpocząć prace nad umacnianiem linii obronnej od jeziora Onega do jeziora Białego. 25 maja 1942 roku zadania armii ukierunkowano na tworzenie 3 Armii Pancernej, a jej formacje przekazano innym armiom, z wyjątkiem 154 Dywizji Strzeleckiej, która weszła w skład nowo tworzonej armii.

### Drugie formowanie
Po raz drugi armia została sformowana 25 czerwca 1942 roku na Froncie Kalinińskim. W jej weszło dowództwo, 16., 27 Gwardyjska, 215., 375 Dywizja Strzelecka, 35. i 81 Brygada Pancerna. Armia stacjonowała na terenie miasta Ostaszków w strefie przyfrontowej i nie brała udziału w walkach. 8 sierpnia armię rozwiązano, a jej skład przekazano na sformowanie 39 Armii.

### Trzecie formowanie
Po raz trzeci armia została sformowana 30 sierpnia 1942 roku w ramach Frontu Zakaukaskiego na bazie 24 Armii. W skład armii wchodziły początkowo dowództwo, 317., 328., 337 Dywizja Strzelecka, Machaczkalska Dywizja Strzelecka NKWD, 3 Brygada Strzelecka, jednostki artylerii i inżynieryjne. Armia stacjonowała na terenie Czeczenii i Dagestanu, gdzie tworzyła linie obronne i walczyła z antyradzieckimi grupami rebeliantów. Pod koniec listopada 1942 roki jej główne siły zostały przegrupowane nad rzeką Terek w rejonie Małgobeku, gdzie w grudniu toczyły walki obronne na linii Mozdok – Wierchni Kurp.
W styczniu 58 Armia wzięła udział w sowieckiej kontrofensywie na Północnym Kaukazie. Przechodząc do ofensywy 1 stycznia 1943 roku, oddziały armii przekroczyły rzekę Terek i 3 stycznia wyzwoliły miasta Mozdok oraz Małgobek. Kontynuując pościg za wycofującym się wrogiem wraz z innymi formacjami Frontu Zakaukaskiego w kierunku na Prochładny i Mineralne Wody, do 24 stycznia armia dotarła w rejon na północ od Nowoaleksandrowska, gdzie została przeniesiona na Front Północno-Kaukaski.
Podczas dalszej ofensywy jej oddziały dotarły na początku lutego do wybrzeży Morza Azowskiego. Następnie w ramach grupy uderzeniowej frontu wzięły udział w operacji krasnodarskiej. Pokonując zaciekły opór wroga na terenach zalewowych, w warunkach ciągłych opadów, formacje 58 Armii dotarły do rzeki Protok. W drugiej połowie marca kontynuowały ofensywę i do 4 kwietnia dotarły na przedpola miasta Tiemriuk. Następnie do września armia broniła wybrzeża Morza Azowskiego od Margartówki do Aczujewa.
10 września 1943 roku armię przeniesiono do rezerwy Stawki. 15 listopada została rozwiązana, jej dowództwo przeniesiono jako uzupełnienie do administracji Nadwołżańskiego Okręgu Wojskowego, a żołnierze zostali przeniesieni do innych armii.

## Podporządkowanie
- Stawka (listopad 1941 – maj 1942)
- Front Kaliniński (czerwiec – sierpień 1942)
- Front Zakaukaski (sierpień 1942 – styczeń 1943)
- Front Północno-Kaukaski (styczeń – wrzesień 1943)
- Stawka (wrzesień – listopad 1943)

## Skład

### Pierwsze formowanie
W dniu 10 listopada 1941
- dowództwo
- 362 Dywizja Strzelecka
- 364 Dywizja Strzelecka
- 368 Dywizja Strzelecka
- 370 Dywizja Strzelecka
- 380 Dywizja Strzelecka
- 384 Dywizja Strzelecka
- 77 Dywizja Kawalerii

W dniu 1 kwietnia 1942
- dowództwo
- 152 Dywizja Strzelecka
- 166 Dywizja Strzelecka
- 170 Dywizja Strzelecka
- 235 Dywizja Strzelecka
- 282 Dywizja Strzelecka
- 150. rejon umocniony[1]

### Drugie formowanie
W dniu 25 czerwca 1942
- dowództwo
- 16 Gwardyjska Dywizja Strzelecka
- 27 Gwardyjska Dywizja Strzelecka
- 215 Dywizja Strzelecka
- 375 Dywizja Strzelecka
- 35 Brygada Pancerna
- 81 Brygada Pancerna
- szereg samodzielnych jednostek inżynieryjnych i artyleryjskich

### Trzecie formowanie
W dniu 30 sierpnia 1942
- dowództwo
- 317 Dywizja Strzelecka
- 328 Dywizja Strzelecka
- 337 Dywizja Strzelecka
- Machaczkalska Dywizja Strzelecka NKWD
- 3 Brygada Strzelecka
- szereg samodzielnych jednostek inżynieryjnych i artyleryjskich

W dniu 1 stycznia 1943
- dowództwo
- 89 Dywizja Strzelecka
- 176 Dywizja Strzelecka
- 317 Dywizja Strzelecka
- 337 Dywizja Strzelecka
- 417 Dywizja Strzelecka
- 52 Brygada Pancerna
- 562 samodzielny batalion pancerny
- szereg samodzielnych jednostek inżynieryjnych i artyleryjskich[2]

W dniu 1 lutego 1943
- dowództwo
- 77 Dywizja Strzelecka
- 276 Dywizja Strzelecka
- 317 Dywizja Strzelecka
- 351 Dywizja Strzelecka
- 417 Dywizja Strzelecka
- szereg samodzielnych jednostek inżynieryjnych i artylerii

W dniu 1 września 1943
- dowództwo
- 77 Dywizja Strzelecka
- 414 Dywizja Strzelecka
- 77 samodzielny batalion przeciwpancerny
- szereg samodzielnych jednostek inżynieryjnych i artylerii[3]

## Dowództwo

### Dowódcy
- Wasilij Kuzniecow (listopad 1941)
- Nikołaj Moskwin (listopad 1941 – maj 1942)
- Aleksiej Zygin (czerwiec – sierpień 1942)
- Wasilij Chomienko (wrzesień – listopad 1942)
- Kondrat Mielnik (listopad 1942 – październik 1943)
- p.o. Jakow Daszewski (marzec 1943)

### Szefowie sztabu
- Nikołaj Moskwin (listopad 1941)
- Konstantin Żurawlow (listopad 1941 – maj 1942)
- Pawieł Ilinych (czerwiec – sierpień 1942)
- Aleksandr Barmin (wrzesień – listopad 1942)
- Aleksandr Wasiliew (listopad 1942 – grudzień 1942)
- Michaił Filippowski (grudzień 1942 – maj 1943)

### Członkowie Rady Wojennej
- Filip Jaszeczkin
- Aleksander Bobrow
- Wasilij Bojko
- Wiktor Sawkin
- Nikołaj Cwietajew
- Aleksiej Usenko
- Konstantin Gruszewoj
- Usenko, Aleksiej

### Zastępca dowódcy armii ds. sił pancernych
- Pawieł Szmyrow (20 września 1942 – 15 grudnia 1943)

### Szef artylerii
- Michaił Siomin (styczeń – maj 1942)